# Снярдвы
Сня́рдвы (пол. Śniardwy; устар. нем. Spirdingsee, Спирдингское озеро, Шпирдинг) — самое большое озеро в современной Польши (113,8 км²).
Озеро находится в Мазурии, современное Варминьско-Мазурском воеводстве. Входит в состав Мазурских озёр.

## Физико-географическая характеристика

### География
Площадь — 113,8 км², средняя глубина — 5,8, максимальная — 23,4 м, объём — 660,2118 млн м³. Вода в озере относится ко II классу по Классам чистоты воды, действующих в Польше с 1970 по 2004 год.
Берега озера низкие, заболоченные, покрыты зарослями камыша и аира, достигающих до 200 метров в ширину.
На берегах озера расположены населённые пункты Новые Гуты, Медвежий Руг, Попильно, Окартово.
Вошло в состав Польши после Второй мировой войны.

### Флора и фауна
На берегах озера растут камыш и аир.

## Комментарии
1. ↑  Вода этого класса может быть использована в качестве источника воды для животноводства, отдыха, водных видов спорта и купания, а также для разведения рыб, кроме лососевых.